# Saving the Child
Saving the Child è un cortometraggio del 1914 diretto da Allen Curtis e interpretato da Louise Fazenda. Prodotto e distribuito dall'Universal Film Manufacturing Company, il film uscì in sala il 14 gennaio 1914.